# Хораполон
Хораполон (од Хорус и Аполон, Ὡραπόλλων) је личност за коју се верује да је писац трактата о египатским хијероглифима који је познат по грчком преводу из 5. века под називом Хијероглифика (ΙΕΡΟΓΛΥΦΙΚΑ, Hieroglyphica).

## Хораполон
Хораполона помиње византијска енциклопедија Суда као једног од последњих предводника староегипатског свештенства. Тврди се да је радио у школи у Меноутису близу Александрије, за време владавине цара Зенона (474—491). Хораполон је морао да бежи јер је оптужен да је спремао побуну против хришћана. Тада су уништени његови храмови Изис и Озириса. Хораполон је касније заточен и присиљен да пређе у хришћанство. Постојао је још један, ранији, Хораполон, за кога Суда тврди да је био лингвиста из Фанебутиса, у време цара Теодосија II (408—450). Дело Хијероглифика су му приписали коментатори из 16. века, иако постоје и мишљења да је аутор сам Хорус или неки фараон.

## Хијероглифика
Текст Хијероглифике се састоји из две књиге, са укупно 189 објашњења египатских хијероглифа. Текст је пронађен 1419. на острву Андрос, одакле га је Кристофоро Буонделмонти пренео у Фиренцу. Овај текст је постао изузетно популаран међу хуманистима до краја 15. века. Прво штампано изање појавило се 1505, после чега се појавио низ наредних издања и превода. Сумње у аутентичност Хијероглифике су се појавиле у 18. веку. Модерна египтологија сматра да је барем прва књига базирана на стварном познавању хијероглифа, иако је у делу приметан утицај барокног симболизма и теолошких спекулација. То би могао бити последњи значајнији запис староегипатских теолога из 5. века.
У доба хеленизма, а и касније, хијероглифи су схватани као магично, симболично и идеографско писмо.
Друга књига Хијероглифике се бави симболизмом животиња и алегоријама. То су приче наслеђене од Аристотела, Елијана, Плинија Старијег и Артемидоруса, и вероватно их је у дело унео грчки преводилац.